# 이래CS
이래CS 주식회사(영어: erae CS)는 대한민국의 자동차 차체용 부품을 제조하는 전문 기업이다.

## 역사
1976년 5월 세명금속공업으로 설립되었으며 2008년 사명을 이래cs로 변경하였다.